# Ballantiophora glandifera
Ballantiophora glandifera là một loài bướm đêm trong họ Geometridae.